# Höllenstein (Wienerwald)
Der Höllenstein ist ein 645 m ü. A. hoher Berg im Wienerwald in Niederösterreich.
Das gesamte Gebiet liegt im Biosphärenpark des Wienerwaldes sowie im Naturpark Föhrenberge. Eigentümer des Mischwaldes sind größtenteils die Österreichischen Bundesforste.
Am bewaldeten Gipfel steht das Höllensteinhaus, ein Naturfreundehaus, mit dem rund 10 Meter hohen Julienturm als Aussichtswarte, die 1880 errichtet und 1896 umgestaltet sowie für eine bessere Fernsicht erhöht wurde.
Der Höllenstein ist ein beliebtes Ziel für Tagesausflügler aus dem Raum Wien. Der Gipfel liegt im Gemeindegebiet von Kaltenleutgeben im Bezirk Mödling; Aufstiege auf breiten Wanderwegen gibt es aber von verschiedenen Seiten. Die steileren Aufstiege beginnen bei Kaltenleutgeben und Wassergspreng, während die flacheren Aufstiege von Gießhübl oder von Sittendorf (Gemeinde Wienerwald) ausgehen.
Am 23. Juni 2007 brannte das Höllensteinhaus teilweise ab.
Kurze Zeit später, in der Nacht auf den 26. Juni 2007 brannte die Schutzhütte neuerlich, diesmal bis auf die Außenmauern ab. Im Jahr 2009 wurde die Hütte wieder neu aufgebaut und eröffnet.
Am südwestlichen Hang in Richtung Kaltenleutgeben befinden sich einige Höhlen in etwa 540 m ü. A., wovon die größte die Geoleshöhle ist. Sie wurde 1930 entdeckt und trägt die Katasternummer 1915/9. Der Name setzt sich aus den abgekürzten Vornamen der Entdecker (GEorg, OLga, ElSe) zusammen. In ihr wurden auf Grund archäologischer Forschungen im Jahr 1950 römische Keramikreste gefunden. Auch von hallstattzeitlichen Funden wurde berichtet.

## Bildergalerie

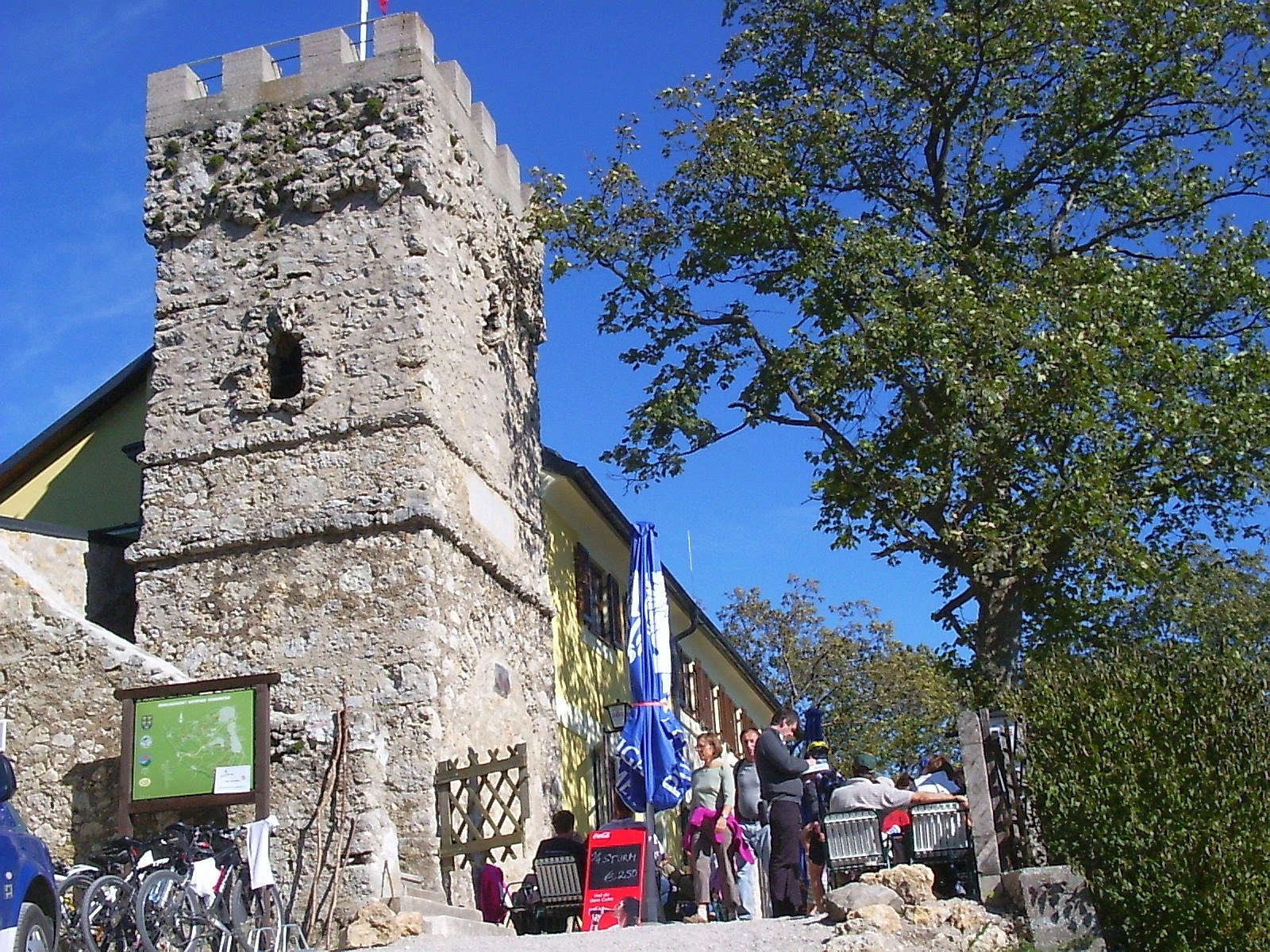
Höllensteinhaus mit Julienturm
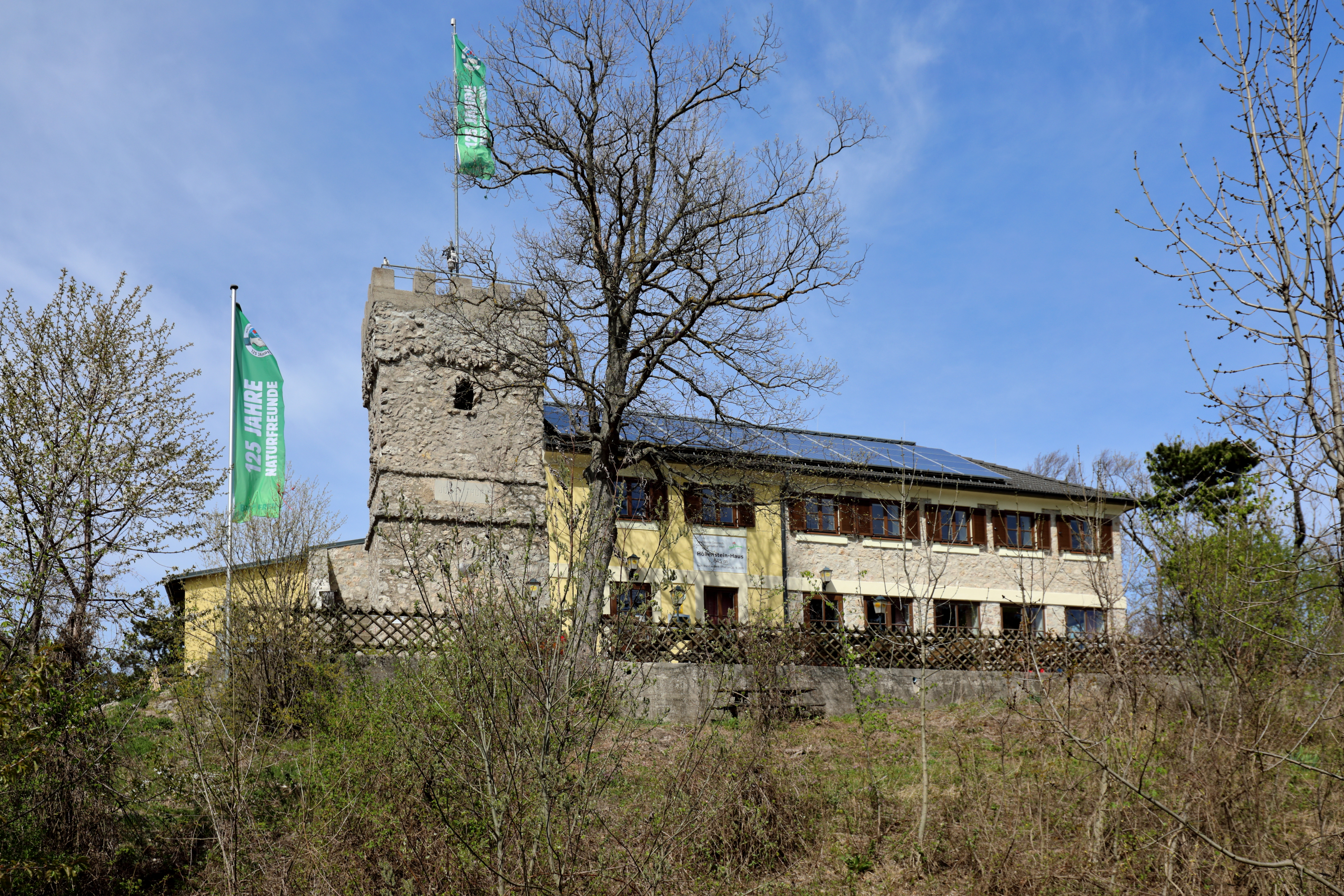
Südansicht vom Höllensteinhaus und Julienturm
Das Höllensteingebiet um das Jahr 1872 (Aufnahmeblatt der Landesaufnahme)